# The Cube - La sfida
The Cube - La sfida, è stato un programma televisivo italiano a premi andato in onda in prima serata su Italia 1 dal 7 al 28 settembre 2011 per quattro puntate con la conduzione di Teo Mammucari. Era basato sul format inglese The Cube sul canale ITV.

## Modalità di gioco
Un concorrente dovrà cimentarsi in sette prove fisiche e di abilità, ognuna delle quali dev'essere risolta dentro un cubo in plexiglas di 4 x 4 x 4 metri per arrivare a vincere un montepremi di 100000 €.
Il concorrente ha nove "vite", che gli consentono di ripetere la prova se non riesce a completarla entro il tempo stabilito o se sbaglia la procedura della prova, e due aiuti:
- Semplifica: che semplifica il procedimento della prova;
- Test: nel quale il giocatore testa la prova, per poi decidere se riprovare o fermarsi.

Ad ognuna delle prove è assegnata una scala di premi crescente:
- 1000 €
- 2000 €
- 5000 €
- 10000 €
- 20000 €
- 50000 €
- 100000 €

Una volta superata la prova, verrà visionata quella successiva e il concorrente può decidere di fermarsi e portare a casa il premio vinto, oppure continuare a giocare per cercare di vincere tutto il montepremi in palio.
Se il concorrente decide di entrare nel cubo per un'altra sfida, non può più decidere di ritirarsi. Finite le vite, se il concorrente non supera la prova dentro il cubo, non vincerà nulla.

## Prove
- Bersaglio mobile: il concorrente deve lanciare una sfera in un contenitore cilindrico che ruota a 360° in continuazione;
- Equilibrium: il concorrente deve camminare su una serie di quadrati (nell'ordine che preferisce) tenendo una sfera in equilibrio su un supporto piano;
- Sponda: il concorrente deve lanciare su un tavolo una sfera in modo da farla rimbalzare sul lato opposto e fermare su quello di partenza, purché superi la linea rossa posta all'inizio e non cada dal tavolo;
- Top: il concorrente deve lanciare un cubo in un contenitore senza che esso tocchi nessun'altra superficie;
- Perimetro: un perimetro formato da quadrati circonda il bordo del pavimento e sopra vi viaggia un quadrato rosso a tutta velocità. Il concorrente deve premere un pulsante in modo che il quadrato rosso si fermi sulla casella col bordo rosso;
- Multisfere: il concorrente deve far spargere 25 sfere sul pavimento e rimetterle in un cilindro entro 15 secondi;
- Doppia presa: il concorrente deve premere un pulsante e subito dopo correre dalla parte opposta del cubo per prendere due sfere al volo che cadono ad una breve distanza temporale tra esse;
- Focus: un quadrato si sposta in continuazione sul pavimento fino ad arrivare a un punto prestabilito dalla produzione. Il concorrente dovrà memorizzare il punto in cui si è fermato il quadrato e posizionare un cubo sul punto esatto;
- Crash: il concorrente ha di fronte a sé una capsula con un vetro e un buco di fronte a quest'ultimo. Il concorrente dovrà lanciare una sfera in modo da frantumare il vetro facendo passare la sfera attraverso il buco;
- Torre: il concorrente deve costruire una torre posizionando 10 blocchi uno sopra l'altro e, una volta finita, farla stare in equilibrio per tre secondi;
- Insert: il concorrente deve inserire 20 sfere in un contenitore usando una sola mano entro 20 secondi;
- Cruna: il concorrente deve infilare una sbarra cilindrica in tre anelli e farne toccare la punta su una superficie. La sbarra non deve toccare il bordo degli anelli;
- Zona rossa: il concorrente deve lanciare una sfera su una sbarra d'acciaio in modo che si fermi sulla zona rossa posta dalla parte opposta. La sfera deve rimanere sempre a contatto con la sbarra;
- Trasporto: il concorrente ha una scatola con una cavità cilindrica contenente una sfera. Il concorrente deve trasportare la scatola da un angolo a quello opposto del cubo senza far cadere la sfera;
- Biglia: il concorrente deve, schioccando le dita, lanciare una biglia posta su un supporto in un contenitore contenente dell'acqua;
- Volo: il concorrente deve far scivolare una sfera lungo una sbarra d'acciaio in modo da farla cadere in un contenitore con un salto. La sfera deve rimanere sempre a contatto con la sbarra;
- Caduta libera: il concorrente deve premere un pulsante per far cadere una pallina, poi deve ripremere un'altra volta il pulsante per farla entrare nella zona rossa;
- Boomerang: il giocatore deve lanciare una pallina contro un pannello posto sulla sponda opposta del cubo e poi riprenderla con la stessa mano con cui l'ha lanciata;
- Recall: il concorrente deve memorizzare e localizzare in quale posizione si trovava un quadrato mancante dopo aver visto tutti i quadrati sulla griglia;
- Cascata: il giocatore deve raccogliere 1 pallina bianca grande prima che cada a terra tra 1000 palline rosse che cadono tutte insieme;
- Cerchio: il concorrente deve far ruotare un anello intorno ad un cerchio usando tutte e due le mani senza che esso lo tocchi;
- Elevation: il giocatore in questa prova deve alzare un tubo con una pallina al centro senza farla cadere e poi farla scivolare su un canale;
- Revolution: il concorrente deve lanciare una palla in un contenitore da una piattaforma rotante;
- Binario: il giocatore bendato deve percorrere una linea retta che va da un angolo del cubo al suo opposto senza scavalcare né toccare la linea;
- Calculate: il concorrente deve calcolare i quadrati che scorrono sul pavimento del cubo e dire alla fine quanti quadrati sono scorsi;
- Scambio: il giocatore deve spostare 12 palline bianche in una scatola rossa e 12 palline rosse in una scatola bianca prendendone una alla volta in 10 secondi;
- Stop Zone: il concorrente deve premere il pulsante per far scorrere sul pavimento del cubo un'onda blu che arrivata a metà del cubo diventa invisibile e il concorrente deve ripremere il pulsante quando pensa che l'onda abbia raggiunto la zona indicata;
- Tubo: il giocatore deve far passare una pallina dentro un tubo e poi riprenderla prima che cada a terra con la stessa mano senza toccare il tubo;
- Discesa: il concorrente deve far rimbalzare una pallina su due superfici di altezza decrescente e farla cadere in un contenitore;
- Struttura: il giocatore deve costruire una struttura con dei blocchi senza farla cadere in 15 secondi seguendo lo schema disegnato sul pavimento del cubo;
- Capture: il concorrente deve raccogliere con un contenitore una pallina lanciata da un lato del cubo senza che essa cada e tocchi ogni altra superficie;
- Stack: il giocatore deve spostare dei cubi da un podio all'altro in 10 secondi usando una sola mano ove quando finisce deve premere un pulsante per fermare il tempo;
- Drop Shot: il concorrente deve far rotolare una pallina su una sbarra e poi farla cadere dentro un buco;
- Percorso: il giocatore deve memorizzare un percorso con le frecce disegnato sul pavimento del cubo e dopo 5 secondi seguirlo senza indicazioni;
- Quantity: il concorrente deve contare quanti quadrati ci sono sul pavimento in 12 secondi prima che scompaiano;
- Pendolo: il giocatore deve colpire una sfera con un pendolo facendolo ruotare intorno al perno centrale;
- Lancio al buio: il concorrente deve lanciare un cubo oltre un muro e farlo cadere in un contenitore;
- Disco: il giocatore deve far ruotare un disco e farlo entrare in una fessura posta sul lato opposto del cubo, mantenendolo sempre in contatto con il pavimento.
- Catapulta: il concorrente deve schiacciare una superficie con il piede per far partire una pallina che viene lanciata dal lato opposto del lubo, egli dovrà prenderla prima che tocchi terra usando entrambe le mani;
- Invert: il giocatore deve capovolgere 15 cilindri in 10 secondi usando una sola mano;
- Contatto: il concorrente deve far passare un anello su una barra orizzontale senza che esso entri in contatto con la barra;
- Zona di lancio: il giocatore da un'altezza di 45 cm deve far cadere da dentro un cilindro una pallina in un contenitore con dell'acqua senza che egli tocchi lo stesso cilindro e senza metterci le mani dentro;
- Reflex: da due estremità del cubo vengono lanciate due palline e il concorrente deve raccoglierle tutte e due prima che cadano a terra;
- Piramide: il giocatore deve fare una piramide di 8 cubi senza farla cadere in 10 secondi;
- Expulsion: il concorrente usando entrambe le mani deve buttare fuori da un contenitore 500 palline in 15 secondi;
- Timer: il giocatore deve premere il pulsante e contare mentalmente 10 secondi poi, passato quel lasso di tempo, egli dovrà ripremere il pulsante per fermare il tempo, con un margine di errore di 1 secondo;
- Soffio: il concorrente deve soffiare su una pallina per farla cadere in un contenitore con dell'acqua.
- Memory flash: il giocatore, in questa prova, deve dire quanti quadrati sono disegnati sul pavimento, dopo mezzo secondo che sono comparsi e scomparsi;
- Cilindro: il concorrente, in qualsiasi punto del cubo, deve far rimbalzare una volta una pallina e farla entrare nel cilindro;
- Barriera: il giocatore, una volta bendato, deve superare 2 ostacoli senza farli cadere;
- Spike: il concorrente deve lanciare un anello come se fosse un frisbee e farlo entrare in una barra verticale;
- Stop: il giocatore deve lanciare una pallina su una barra con un piano sotto e farla rimanere sopra il podio senza farla cadere;
- Fire: il concorrente deve afferrare una pallina lanciata dal lato opposto del cubo dalla zona di lancio prima che cada a terra e tocchi altra superficie. Si possono usare entrambe le mani;
- Balance: il giocatore deve rimanere in equilibrio per 20 secondi su una trave con tutti e due i piedi senza ch'egli tocchi terra;
- Tilt: il concorrente deve sollevare una trave con tutte e due le mani per far scivolare una pallina inclinandola e per farla entrare in un buco contenitore senza farla cadere.

## Ascolti
| Puntata | Data              | Telespettatori | Share  |
| ------- | ----------------- | -------------- | ------ |
| 1       | 7 settembre 2011  | 2 346 000      | 11,21% |
| 2       | 14 settembre 2011 | 1 607 000      | 6,69%  |
| 3       | 20 settembre 2011 | 2 064 000      | 8,84%  |
| 4       | 28 settembre 2011 | 1 681 000      | 7,07%  |